# New York Marriott Marquis
New York Marriott Marquis, auch 1535 Broadway, ist ein 4-Sterne-Hotel in Manhattan in New York City, Vereinigte Staaten. Der 175 Meter hohe, architektonisch außergewöhnliche Wolkenkratzer beherbergt neben dem von Marriott International betriebenen Hotel mit dem Marquis Theatre ein Broadway Theater.

## Beschreibung
Der Hotelturm befindet sich an der Kreuzung Broadway und Seventh Avenue zwischen der West 45th und 46th Street am Times Square in Midtown Manhattan. Südliches Nachbargebäude ist der 227 m hohe Büroturm One Astor Plaza. Das Hotel nimmt die östliche Hälfte eines Blocks ein, an dessen westlichem Ende bis 2027 der 325 m hohe Hotel-Wolkenkratzer The Torch entsteht.
Das New York Marriott Marquis wurde vom Architekten John C. Portman Jr. entworfen und von 1982 bis 1985 erbaut. Die Eröffnung des Hotels fand am 3. September 1985 statt. Der Wolkenkratzer ist 175 m (574 Fuß) hoch und besitzt 49 Etagen. Das Bauwerk besteht aus zwei elf Meter breiten rechteckigen Gebäudeflügeln, die mit einem 34 Meter breiten achtstöckigen Sockel und einen nach oben hin stufenförmig zurückversetzten Gebäudeteil verbunden sind. Der Sockel ist von der dritten bis zur achten Etagen mit einer 24 m hohen und 101 m langen digitalen Videowand mit 24 Millionen Pixels verkleidet und wird mittig von einem zylinderförmigen verglasten Gebäudeaufsatz gekrönt. Dem nach seiner Fertigstellung 50 Stockwerke zählenden Hochhaus wurde bei der umfangreichen Renovierung in den 2010er Jahren die zweite Etage entfernt, um die Höhe des Erdgeschosses zu verdoppeln. Durch das Gebäude führen von der 46th zur 45th Street eine breite Durchfahrt für Fahrzeuge und eine Fußgängerpassage. Hier befinden sich die Eingänge zum Hotel und dem 1986 eröffneten Marquis Theatre, das sich in der dritten Etage befindet. An der Broadwayseite wird das Erdgeschoss von Einzelhandelsgeschäften belegt. Eine Besonderheit ist im Innern ein vom Atrium bis unter das Dach führender runder Aufzugskern mit 16 meist verglasten Fahrstühlen von Schindler. In den obersten drei Stockwerken 47 bis 49 befindet sich mit dem „View“ das einzige Drehrestaurant der Stadt. Das Hotel New York Marriott Marquis beherbergt 1946 Gästezimmer und Suiten.

## Ansichten

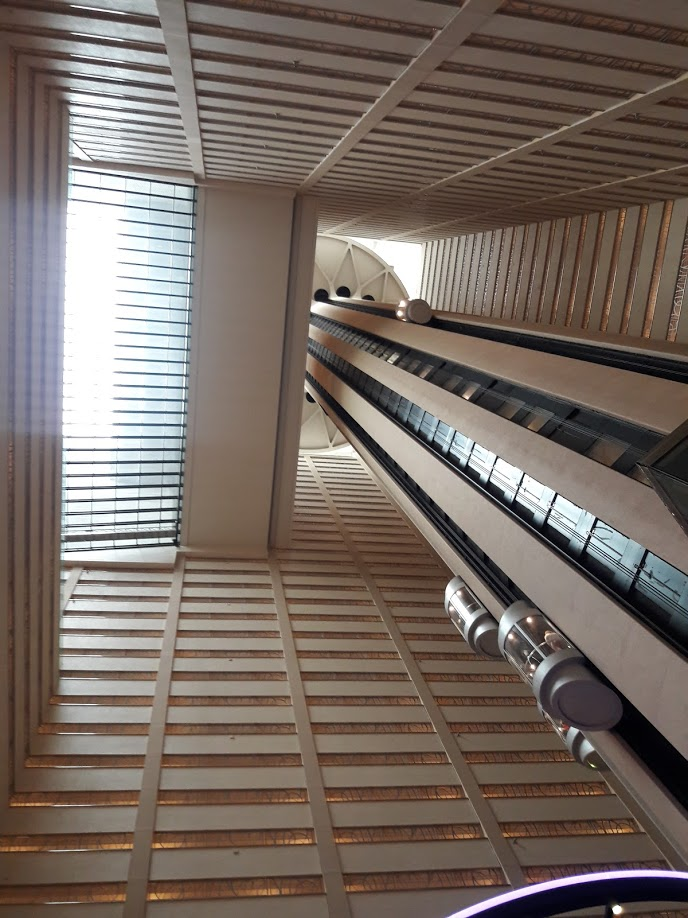
Atrium mit Fahrstuhlkern
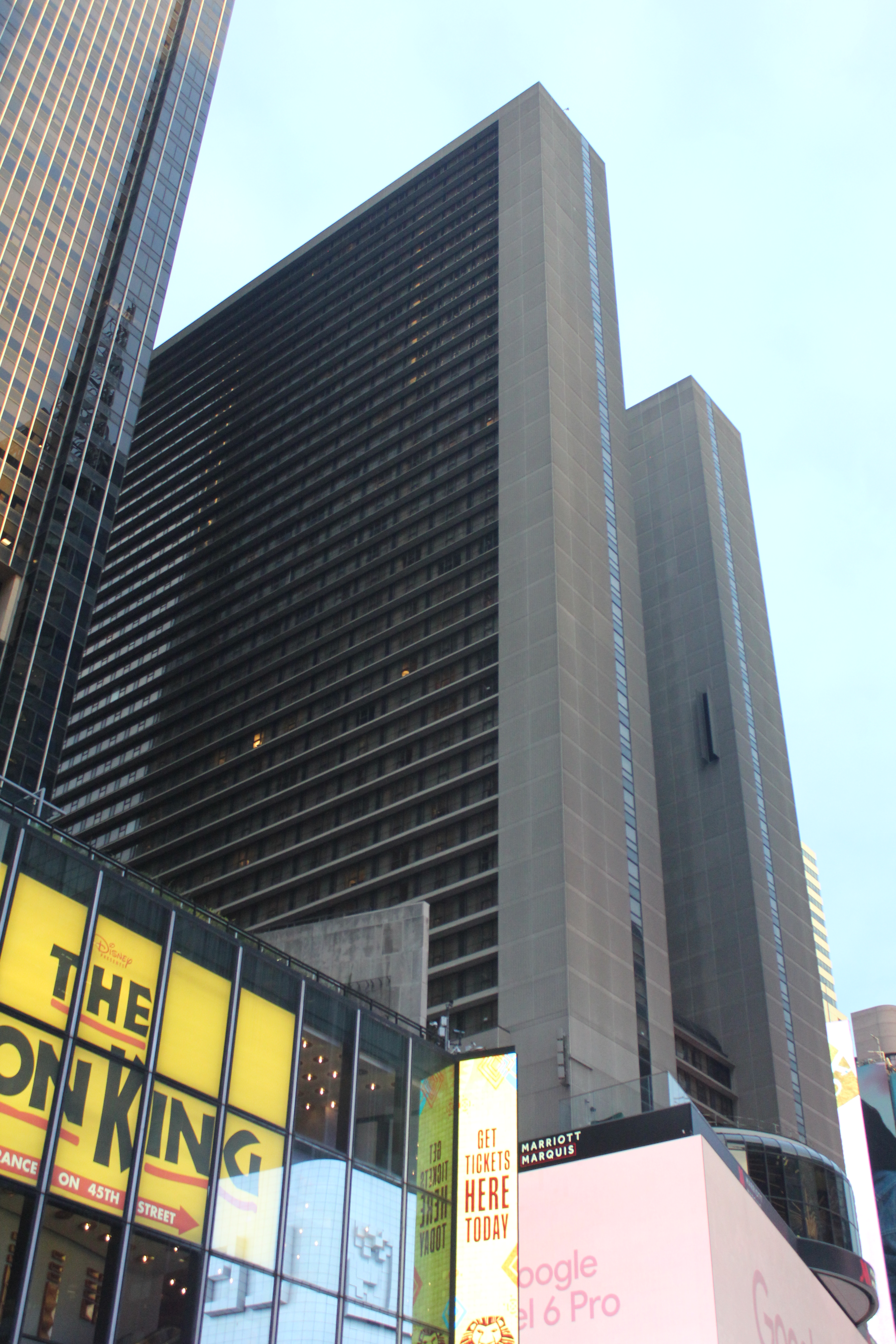
Blick vom Broadway 2021
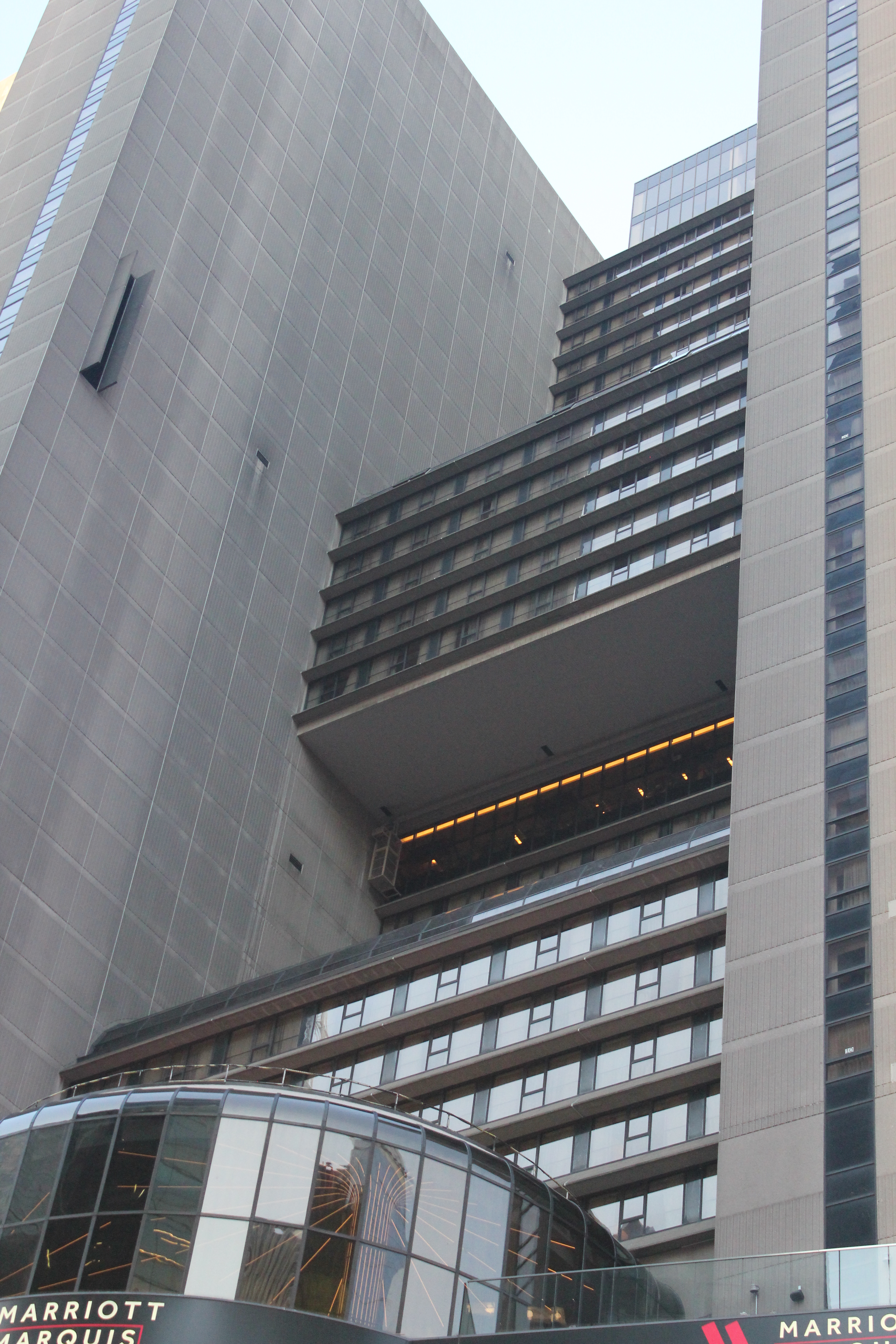
Die Flügel verbindender, zurückgesetzter Gebäudeteil
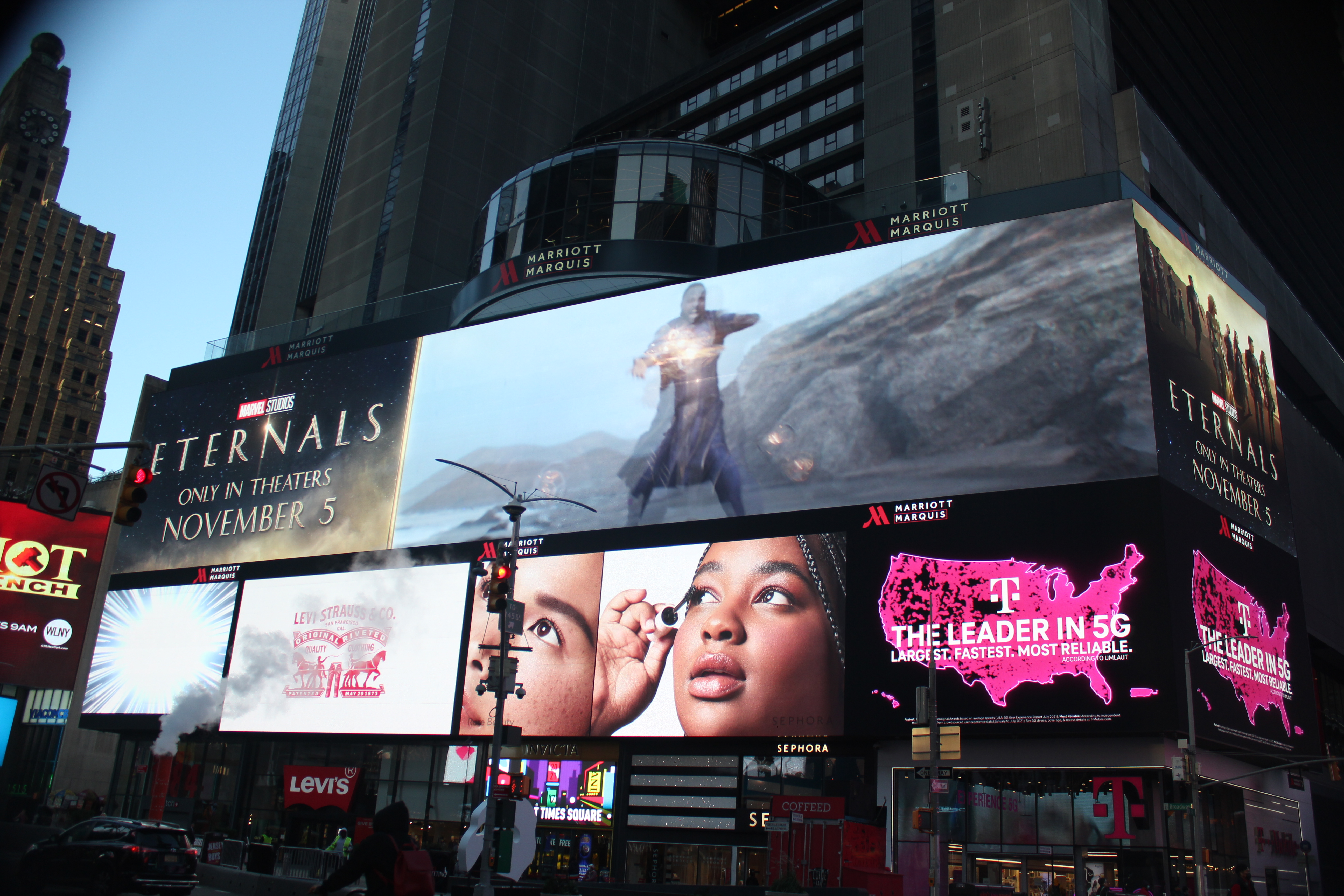
Der Sockel mit Geschäften und Videowerbewand
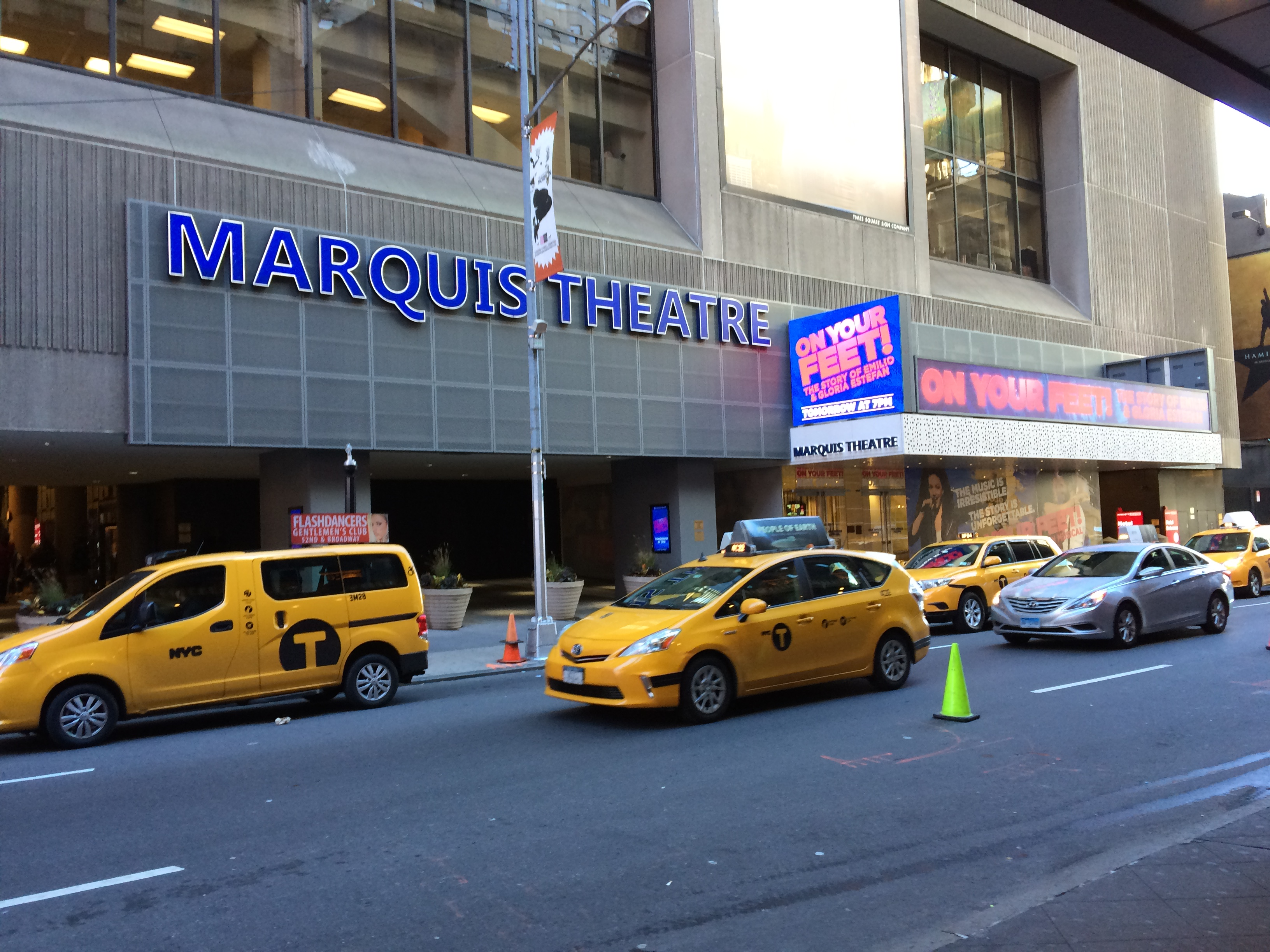
Eingang zum Marquis Theatre in der 46th Street
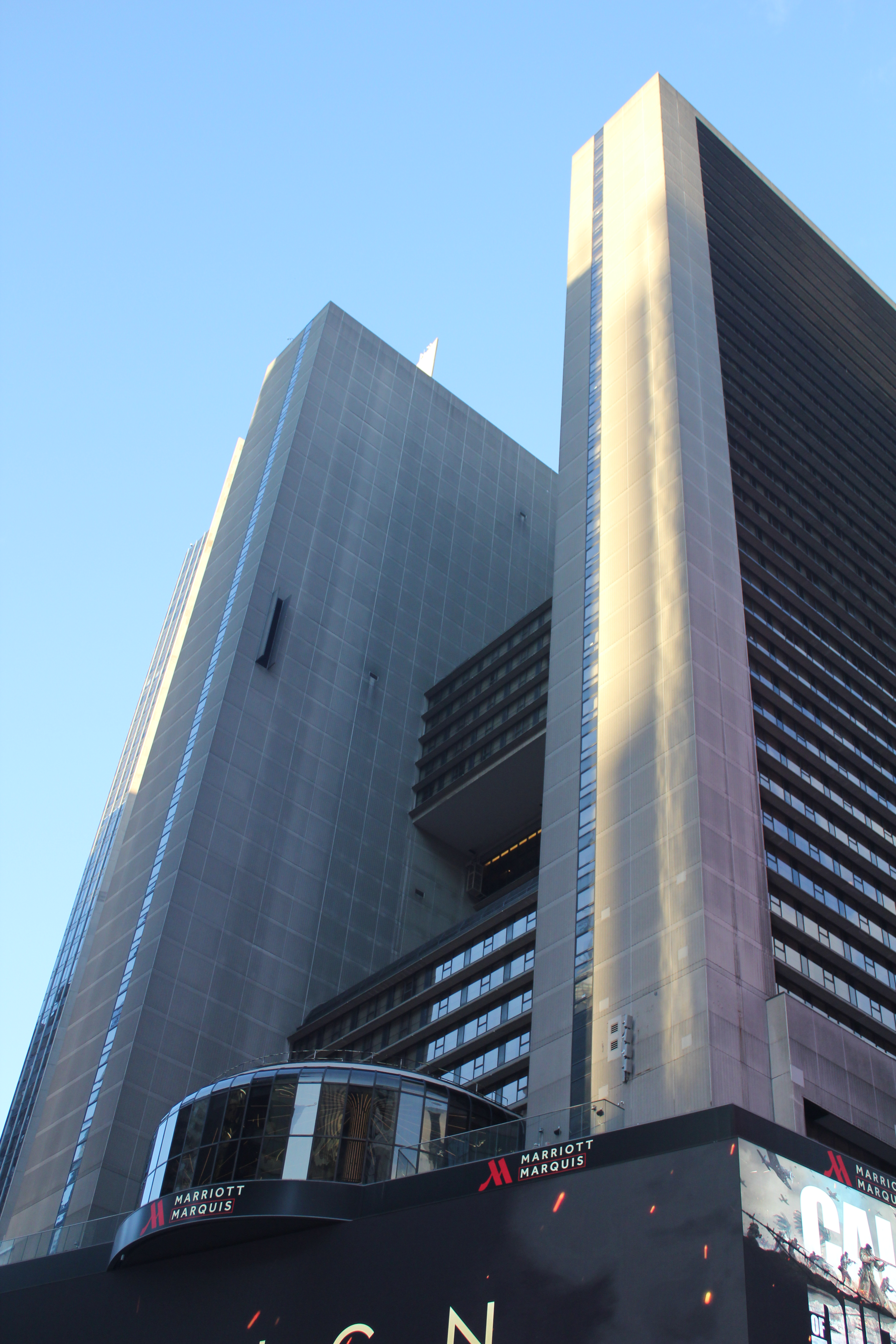
Das Hotel am 1. November 2021